# Dark Souls: Artorias of the Abyss
Dark Souls: Artorias of the Abyss — контент завантаження для action/RPG гри 2011 року Dark Souls. Розроблено компанією FromSoftware та випущено компанією Namco Bandai Games, реліз відбувся 23 жовтня 2012 року на платформах PlayStation 3 та Xbox 360. Пізніше доповнення було включено до Prepare to Die Edition версії гри, випущеної для Windows. Доповнення повертає гравця на сто років назад у минуле за сюжетом Dark Souls, де гравцю необхідно вберегти землі Олачілю від зруйнування Манусом, Батьком Безодні. Artorias of the Abyss отримала позитивні відгуки критиків, котрі оцінили нових босів, додаткову сюжетну історію та ігровий контент.

## Ігровий процес
Dark Souls — гра у жанрі action/RPG, в котрій гравець керує власноруч створеним персонажем. Очікується, що гравець буде досліджувати локації та просуватись за сюжетом перемагаючи босів на заздалегідь визначених точках локацій. Artorias of the Abyss додає нову локацію Олачіль, котра стає доступною після отримання ігрового артефакту «Broken Pendant».
Локація включає чотирьох босів та декілька міні-босів. Розширення привносить велику кількість нової зброї та обладунків, котрі можуть бути використані і в основній грі, разом з тим додаються нові торговці та матеріали для вдосконалення зброї. Було додано арену в режимі мультиплеєр для проведення PvP-поєдинків, а також — турнірну таблицю.

## Сюжет
Події доповнення Artorias of the Abyss відбуваються за сто років до подій із сюжету основної гри Dark Souls. Гравець переноситься у минуле одним із древніх людей, більш відомим як Манус, Батько Безодні, котрого століття до того воскресили та поневолили чаклуни Олачілю, щоб розблокувати його темну силу. Сила Мануса стала непідконтрольною та утворила Безодню, темну порожнечу, що загрожує поглинути весь Олачіль. Анор Лондо надіслав Лицаря Арторіаса вбити Мануса, але йому не вдалося витримати темний натиск через нестачу Людяності, через що він став одержимим собою, змігши вберегти лише свого вовка компаньйона на ім'я Сіф.
Гравець, завдяки своїй Людяності, краще здатен протистояти темряві і повинен перемогти одержимого Арторіаса. Після перемоги над Арторіасом сюжет веде гравця до Провалля Безодні, що знаходиться під містечком Олачіль, де гравцю необхідно перемогти Мануса і врятувати земну правительку, Принцесу Олачілю. Додатковий, необов'язковий бій передбачає перемогу над чорним драконом Каламіт, який загрожує Олачілю, за сприяння Хокі Гоу, гігантського стрільця, який був одним із Чотири лицарів Гвіна.

## Розробка
Виходячи зі слів Хідетака Міядзакі, Artorias of the Abyss початково планувалась як частина основної гри, але розробники дуже швидко усвідомили, що в них не вийде це реалізувати вчасно. Персонажа Зоря Олачілю (Dusk of Oolacile) було залишено в основній грі в якості торговця. Згодом концепцію було переглянуто і вже після виходу DLC, щоб отримати до неї доступ стало необхідним спочатку її звільнити.

## Оцінки й відгуки
Доповнення Artorias of the Abyss отримало загалом схвальні відгуки, згідно з даними агрегатору рецензій Metacritic. Eurogamer оцінив доповнення на 90/100, назвавши його «закрученою пригодою» в котрій особлива увага приділяється битвам з босами, відмітивши також PvP арену, котра зробила PvP поєдинки більш доступними, проте розкритикував команду та мультиплеєрні режими deathmatch через складність у пошуку достатньої кількості гравців. Official Xbox Magazine також високо оцінив доповнення, відмітивши, що доповнення підійде для «лише хардкорних гравців» та відзначив, що це «фантастичне доповнення, для чудової гри».
Том Макши із GameSpot зауважив, що дане доповнення є проявом «поваги розробниками гравців», коли перші дарують «бонус», що додає глибини оригінальній грі, проти можливої «підступної стратегії наповнення скарбниці компанії».